# Holy Blood
Gli Holy Blood sono una band folk metal originaria dell'Ucraina e costituisce uno dei pochi esempi di gruppi apertamente cristiani nella scena folk metal. Ha pubblicato tre album: Holy Blood, Waves Are Dancing e The Patriot. Nel 2014 è uscito l'ultimo album della band Day of Vengeance. 
Una parte consistente dei testi del gruppo è in Ucraino.

## Formazione
- Fedir Buzylevych (voce, flauto)
- Vira Kniazeva (voce)
- Yevhen Titarchuk (chitarra)
- Ihor Dziuba (chitarra)
- Iryna Klesch (basso)
- Oleh Bohomaz (batteria)

## Discografia[1]
- 2002 - The Wanderer
- 2004 - Waves Are Dancing
- 2008 - The Patriot
- 2010 - Shining Sun
- 2014 - Day of Vengeance